# Tronceda (La Coruña)
Tronceda (llamada oficialmente Santa María de Tronceda) es una parroquia española del municipio de Arzúa, en la provincia de La Coruña, Galicia.

## Entidades de población
Entidades de población que forman parte de la parroquia:
- Tronceda a Nova
- Tronceda a Vella

## Demografía
| Gráfica de evolución demográfica de Tronceda entre 2000 y 2018 |
|                                                                |
| Datos según el nomenclátor publicado por el INE.               |